# Eishockey-Weltmeisterschaft der U18-Junioren 2010
Die 12. Eishockey-Weltmeisterschaften der U18-Junioren der Internationalen Eishockey-Föderation IIHF waren die Eishockey-Weltmeisterschaften des Jahres 2010 in der Altersklasse der Unter-Achtzehnjährigen (U18). Insgesamt nahmen zwischen dem 18. März und 23. April 2010 44 Nationalmannschaften an den sieben Turnieren der Top-Division sowie der Divisionen I bis III teil.
Der Weltmeister wurde zum fünften Mal die Mannschaft der Vereinigten Staaten, die im Finale Schweden mit 3:1 bezwingen konnte. Die deutsche Mannschaft konnte sich mit dem souveränen Sieg in der Gruppe B der Division I den direkten Wiederaufstieg in die Top-Division sichern, die Schweiz belegte den fünften Platz in der Top-Division. Österreich wurde Sechster und Letzter in der Gruppe A der Division I und stieg damit erstmals seit Einführung der U18-Junioren-Weltmeisterschaft im Jahr 1999 in die Division II ab.

## Teilnehmer, Austragungsorte und -zeiträume
- Top-Division: 13. bis 23. April 2010 in Minsk und Babrujsk, Belarus
Teilnehmer:  Belarus (Aufsteiger),  Finnland,  Kanada,  Lettland (Aufsteiger),  Russland,  Schweden,  Schweiz,  Slowakei,  Tschechien,  USA (Titelverteidiger)

- Division I
  - Gruppe A: 12. bis 18. April 2010 in Herning, Dänemark
Teilnehmer:  Dänemark,  Frankreich,  Japan,  Norwegen (Absteiger),  Österreich,  Südkorea (Aufsteiger)
  - Gruppe B: 11. bis 17. April 2010 in Krynica-Zdrój, Polen
Teilnehmer:  Deutschland (Absteiger),  Großbritannien (Aufsteiger),  Kasachstan,  Litauen,  Polen,  Ungarn

- Division II
  - Gruppe A: 13. bis 19. März 2010 in Narva, Estland
Teilnehmer:  Estland,  Island (Aufsteiger),  Italien (Absteiger),  Kroatien,  Rumänien,  Serbien
  - Gruppe B: 22. bis 28. März 2010 in Kiew, Ukraine
Teilnehmer:  Australien (Aufsteiger),  Belgien,  Niederlande,  Slowenien,  Spanien,  Ukraine (Absteiger)

- Division III
  - Gruppe A: 8. bis 14. März 2010 in Erzurum, Türkei
Teilnehmer:  Bulgarien,  Republik China (Taiwan),  Volksrepublik China (Absteiger),  Mongolei,  Türkei
  - Gruppe B: 14. bis 20. März 2010 in Monterrey, Mexiko
Teilnehmer:  Irland,  Israel (erste Teilnahme seit 2008),  Mexiko (Absteiger),  Neuseeland,  Südafrika

## Top-Division
Die U18-Weltmeisterschaft fand vom 13. bis 23. April 2010 in Minsk im Sportpalast Minsk sowie in Babrujsk in der Babrujsk-Arena in Belarus statt. Das Finale wurde in Minsk-Arena gespielt, die nur für dieses eine Spiel als Austragungsort diente.
Es nahmen zehn Nationalmannschaften teil, die in zwei Gruppen zu je fünf Teams spielten. Den Weltmeistertitel sicherten sich die Vereinigten Staaten, die im Finale knapp mit 3:1 gegen Schweden gewannen. Es war der fünfte Titel für die US-Amerikaner.
| Gruppe A | Gruppe B   |
| USA      | Russland   |
| Kanada   | Finnland   |
| Schweden | Tschechien |
| Schweiz  | Slowakei   |
| Belarus  | Lettland   |

### Modus
Nach den Gruppenspielen der Vorrunde qualifizieren sich die beiden Gruppenersten direkt für das Halbfinale. Die Gruppenzweiten und -dritten bestreiten je ein Qualifikationsspiel zur Halbfinalteilnahme. Die Vierten und Fünften der Gruppenspiele bestreiten – bei Mitnahme des Ergebnisses der direkten Begegnung aus der Vorrunde – die Abstiegsrunde und ermitteln dabei zwei Absteiger in die Division I.

### Austragungsorte
| Minsk |

| Babrujsk |

| Minsk |

| Babrujsk |

### Vorrunde

#### Gruppe A
| 13. April 2010 15:00 Uhr | Kanada   | 1:3 (0:2, 1:0, 0:1)  | Schweiz  | Babrujsk-Arena, Babrujsk Zuschauer: 2.100 |
| 13. April 2010 19:00 Uhr | Schweden | 4:2 (0:1, 1:1, 3:0)  | USA      | Babrujsk-Arena, Babrujsk Zuschauer: 4.100 |
| 14. April 2010 15:30 Uhr | Schweiz  | 1:5 (1:1, 0:2, 0:2)  | USA      | Babrujsk-Arena, Babrujsk Zuschauer: 2.700 |
| 14. April 2010 19:00 Uhr | Schweden | 7:0 (0:0, 5:0, 2:0)  | Belarus  | Babrujsk-Arena, Babrujsk Zuschauer: 6.200 |
| 15. April 2010 19:00 Uhr | Belarus  | 3:11 (1:4, 2:2, 0:5) | Kanada   | Babrujsk-Arena, Babrujsk Zuschauer: 7.000 |
| 16. April 2010 15:30 Uhr | Schweiz  | 2:10 (0:2, 1:4, 1:4) | Schweden | Babrujsk-Arena, Babrujsk Zuschauer: 2.000 |
| 16. April 2010 19:00 Uhr | USA      | 5:0 (3:0, 1:0, 1:0)  | Kanada   | Babrujsk-Arena, Babrujsk Zuschauer: 4.500 |
| 17. April 2010 19:00 Uhr | Belarus  | 2:3 (0:2, 1:0, 1:1)  | Schweiz  | Babrujsk-Arena, Babrujsk Zuschauer: 6.500 |
| 18. April 2010 15:30 Uhr | Kanada   | 4:5 (0:2, 0:2, 4:1)  | Schweden | Babrujsk-Arena, Babrujsk Zuschauer: 3.500 |
| 18. April 2010 19:00 Uhr | USA      | 7:1 (2:0, 3:1, 2:0)  | Belarus  | Babrujsk-Arena, Babrujsk Zuschauer: 7.000 |

| Pl. |          | Sp | S | OTS | OTN | N | Tore  | Punkte |
| 1.  | Schweden | 4  | 4 | 0   | 0   | 0 | 26:08 | 12     |
| 2.  | USA      | 4  | 3 | 0   | 0   | 1 | 19:06 | 9      |
| 3.  | Schweiz  | 4  | 2 | 0   | 0   | 2 | 09:18 | 6      |
| 4.  | Kanada   | 4  | 1 | 0   | 0   | 3 | 16:16 | 3      |
| 5.  | Belarus  | 4  | 0 | 0   | 0   | 4 | 06:28 | 0      |

Abkürzungen: Pl. = Platz, Sp = Spiele, S = Siege, OTS = Siege nach Verlängerung (Overtime) oder Penaltyschießen, OTN = Niederlagen nach Verlängerung oder Penaltyschießen, N = Niederlagen

Erläuterungen: Halbfinalqualifikant, Viertelfinalqualifikant, Abstiegsrundenqualifikant

#### Gruppe B
| 13. April 2010 15:00 Uhr | Finnland   | 7:2 (2:1, 4:1, 1:0)                 | Lettland   | Sportpalast Minsk, Minsk Zuschauer: 450   |
| 13. April 2010 19:00 Uhr | Tschechien | 1:4 (0:1, 1:1, 0:2)                 | Russland   | Sportpalast Minsk, Minsk Zuschauer: 2.300 |
| 14. April 2010 15:30 Uhr | Lettland   | 0:9 (0:2, 0:4, 0:3)                 | Russland   | Sportpalast Minsk, Minsk Zuschauer: 2.000 |
| 14. April 2010 19:00 Uhr | Tschechien | 4:3 (1:0, 2:0, 1:3)                 | Slowakei   | Sportpalast Minsk, Minsk Zuschauer: 2.600 |
| 15. April 2010 19:00 Uhr | Slowakei   | 2:5 (0:1, 2:1, 0:3)                 | Finnland   | Sportpalast Minsk, Minsk Zuschauer: 2.500 |
| 16. April 2010 15:30 Uhr | Lettland   | 4:5 (0:1, 1:2, 3:2)                 | Tschechien | Sportpalast Minsk, Minsk Zuschauer: 2.500 |
| 16. April 2010 19:00 Uhr | Russland   | 4:5 (1:1, 0:2, 3:2)                 | Finnland   | Sportpalast Minsk, Minsk Zuschauer: 3.000 |
| 17. April 2010 19:00 Uhr | Slowakei   | 4:3 (1:0, 2:2, 1:1)                 | Lettland   | Sportpalast Minsk, Minsk Zuschauer: 3.100 |
| 18. April 2010 15:30 Uhr | Russland   | 3:1 (3:1, 0:0, 0:0)                 | Slowakei   | Sportpalast Minsk, Minsk Zuschauer: 3.100 |
| 18. April 2010 19:00 Uhr | Finnland   | 4:3 n. P. (0:1, 1:2, 2:0, 0:0, 1:0) | Tschechien | Sportpalast Minsk, Minsk Zuschauer: 3.000 |

| Pl. |            | Sp | S | OTS | OTN | N | Tore  | Punkte |
| 1.  | Finnland   | 4  | 3 | 1   | 0   | 0 | 21:11 | 11     |
| 2.  | Russland   | 4  | 3 | 0   | 0   | 1 | 20:07 | 9      |
| 3.  | Tschechien | 4  | 2 | 0   | 1   | 1 | 13:15 | 7      |
| 4.  | Slowakei   | 4  | 1 | 0   | 0   | 3 | 10:15 | 3      |
| 5.  | Lettland   | 4  | 0 | 0   | 0   | 4 | 09:27 | 0      |

Abkürzungen: Pl. = Platz, Sp = Spiele, S = Siege, OTS = Siege nach Verlängerung (Overtime) oder Penaltyschießen, OTN = Niederlagen nach Verlängerung oder Penaltyschießen, N = Niederlagen

Erläuterungen: Halbfinalqualifikant, Viertelfinalqualifikant, Abstiegsrundenqualifikant

### Abstiegsrunde
| 20. April 2010 19:00 Uhr | Slowakei | 5:1 (1:0, 2:1, 2:0)                 | Belarus  | Babrujsk-Arena, Babrujsk Zuschauer: 6.000 |
| 21. April 2010 19:00 Uhr | Kanada   | 5:1 (2:0, 1:1, 2:0)                 | Lettland | Babrujsk-Arena, Babrujsk Zuschauer: 3.200 |
| 22. April 2010 15:30 Uhr | Kanada   | 4:2 (4:0, 0:1, 0:1)                 | Slowakei | Babrujsk-Arena, Babrujsk Zuschauer: 2.000 |
| 22. April 2010 19:00 Uhr | Belarus  | 4:5 n. P. (1:1, 1:2, 2:1, 0:0, 0:1) | Lettland | Babrujsk-Arena, Babrujsk Zuschauer: 6.000 |

| Pl. |          | Sp | S | OTS | OTN | N | Tore  | Punkte |
| 1.  | Kanada   | 3  | 3 | 0   | 0   | 0 | 20:06 | 9      |
| 2.  | Slowakei | 3  | 2 | 0   | 0   | 1 | 11:08 | 6      |
| 3.  | Lettland | 3  | 0 | 1   | 0   | 2 | 09:13 | 2      |
| 4.  | Belarus  | 3  | 0 | 0   | 1   | 2 | 08:21 | 1      |

Anmerkung: Die Vorrundenspiele  Belarus –  Kanada (3:11) und  Slowakei –  Lettland (4:3) sind in die Tabelle eingerechnet.

Abkürzungen: Pl. = Platz, Sp = Spiele, S = Siege, OTS = Siege nach Verlängerung (Overtime) oder Penaltyschießen, OTN = Niederlagen nach Verlängerung oder Penaltyschießen, N = Niederlagen

Erläuterungen: Absteiger in die Division I

### Finalrunde
|  | Viertelfinale    | Viertelfinale | Viertelfinale |    |          | Halbfinale | Halbfinale | Halbfinale |    |          | Finale           | Finale           | Finale           |
|  |                  |               |               |    |          |            |            |            |    |          |                  |                  |                  |
|  |                  |               |               |    |          | A1         | Schweden   | 3          |    |          |                  |                  |                  |
|  | B2               | Russland      | 4             |    |          | B2         | Russland   | 1          |    |          |                  |                  |                  |
|  | A3               | Schweiz       | 3             |    |          |            |            |            |    | A1       | Schweden         | 1                |                  |
|  |                  |               |               |    | A2       | USA        | 3          |            |    |          |                  |                  |                  |
|  |                  |               |               | B1 | Finnland | 0          |            |            |    |          |                  |                  |                  |
|  | A2               | USA           | 6             |    |          | A2         | USA        | 5          |    |          | Spiel um Platz 3 | Spiel um Platz 3 | Spiel um Platz 3 |
|  | B3               | Tschechien    | 0             |    |          |            |            |            | B1 | Finnland | 5                |                  |                  |
|  |                  |               |               | B2 | Russland | 1          |            |            |    |          |                  |                  |                  |
|  |                  |               |               |    |          |            |            |            |    |          |                  |                  |                  |
|  | Spiel um Platz 5 |               |               |    |          |            |            |            |    |          |                  |                  |                  |
|  | B3               | Tschechien    | 5             |    |          |            |            |            |    |          |                  |                  |                  |
|  | A3               | Schweiz       | 6             |    |          |            |            |            |    |          |                  |                  |                  |

#### Viertelfinale
| 20. April 2010 15:30 Uhr (Ortszeit) | USA B. Saad (13:34) A. Czarnik (15:56) A. Czarnik (31:44) N. Shore (36:53) A. Czarnik (37:13) B. Rust (43:36) | 6:0 (2:0, 3:0, 1:0) Spielbericht | Tschechien | Sportpalast, Minsk Zuschauer: 3.000 |

| 20. April 2010 19:00 | Russland J. Kusnezow (5:45) M. Schalunow (8:16) R. Berdnikow (30:15) R. Berdnikow (42:16) | 4:3 (2:0, 1:0, 1:3) Spielbericht | Schweiz R. Schmutz (55:07) K. Leuenberger (55:42) G. Hofmann (58:56) | Sportpalast, Minsk Zuschauer: 3.200 |

#### Halbfinale
| 21. April 2010 15:30 Uhr | Finnland | 0:5 (0:1, 0:2, 0:2) Spielbericht | USA N. Shore (5:44) M. Nieto (26:19) A. Clendening (39:59) J. Tinordi (49:22) N. Shore (50:56) | Sportpalast, Minsk Zuschauer: 1.200 |

| 21. April 2010 19:00 Uhr | Schweden L. Rensfeldt (12:58) A. Larsson (48:32) M. Granlund (49:52) | 3:1 (1:1, 0:0, 2:0) Spielbericht | Russland W. Kartajew (8:07) | Sportpalast, Minsk Zuschauer: 3.150 |

#### Spiel um Platz 5
| 22. April 2010 19:00 Uhr | Tschechien P. Holík (20:44) T. Filippi (27:55) M. Frk (32:25) J. Sekáč (33:25) J. Sekáč (59:26) | 5:6 (0:1, 4:4, 1:1) Spielbericht | Schweiz D. Lammer (18:00) G. Hofmann (21:01) G. Hofmann (26:24) D. Lammer (28:40) J. Vermin (39:25) J. Vermin (43:08) | Sportpalast, Minsk Zuschauer: 2.220 |

#### Spiel um Platz 3
| 23. April 2010 15:00 Uhr | Finnland T. Pulkkinen (35:17) M. Granlund (42:33) J. Donskoi (47:52) T. Pulkkinen (49:39) T. Pulkkinen (55:00) | 5:1 (0:0, 1:0, 4:1) Spielbericht | Russland E. Galimow (58:41) | Minsk-Arena, Minsk Zuschauer: 2.220 |

#### Finale
| 23. April 2010 19:00 Uhr | Schweden L. Rensfeldt (46:54) | 1:3 (0:1, 0:2, 1:0) Spielbericht | USA L. Moffatt (2:10) J. Faulk (27:31) R. Grimaldi (33:47) | Minsk-Arena, Minsk Zuschauer: 12.820 |

### Statistik

#### Beste Scorer
Abkürzungen: GP = Spiele, G = Tore, A = Assists, Pts = Punkte, +/− = Plus/Minus, PIM = Strafminuten; Fett: Turnierbestwert
| Spieler           | Team     | GP | G  | A | Pts | +/− | PIM |
| ----------------- | -------- | -- | -- | - | --- | --- | --- |
| Teemu Pulkkinen   | Finnland | 6  | 10 | 5 | 15  | −2  | 10  |
| Johan Larsson     | Schweden | 5  | 6  | 8 | 14  | +8  | 0   |
| Mikael Granlund   | Finnland | 6  | 4  | 9 | 13  | ±0  | 4   |
| Ludvig Rensfeldt  | Schweden | 6  | 6  | 6 | 12  | +7  | 4   |
| Jewgeni Kusnezow  | Russland | 7  | 5  | 7 | 12  | +8  | 6   |
| Adam Clendening   | USA      | 7  | 3  | 7 | 10  | +9  | 4   |
| Nick Shore        | USA      | 7  | 3  | 7 | 10  | +7  | 0   |
| Rocco Grimaldi    | USA      | 7  | 2  | 8 | 10  | +6  | 6   |
| Jordan Weal       | Kanada   | 6  | 3  | 6 | 9   | +8  | 30  |
| Sergei Barbaschow | Russland | 7  | 2  | 6 | 8   | +5  | 6   |

#### Beste Torhüter
Abkürzungen: GP = Spiele, TOI = Eiszeit (in Minuten), GA = Gegentore, SO = Shutouts, Sv% = gehaltene Schüsse (in %), GAA = Gegentorschnitt; Fett: Turnierbestwert
| Spieler            | Team     | GP | TOI    | GA | SO | Sv%   | GAA  |
| ------------------ | -------- | -- | ------ | -- | -- | ----- | ---- |
| Jack Campbell      | USA      | 6  | 359:39 | 5  | 3  | 96,50 | 0,83 |
| Johan Gustafsson   | Schweden | 4  | 238:10 | 8  | 0  | 91,84 | 2,02 |
| Andrei Wassilewski | Russland | 5  | 272:03 | 12 | 1  | 89,66 | 2,65 |
| Dominik Riečický   | Slowakei | 6  | 359:38 | 20 | 0  | 89,47 | 3,34 |
| Calvin Pickard     | Kanada   | 6  | 313:50 | 15 | 0  | 89,36 | 2,87 |

### Abschlussplatzierungen
| Pl. | Team       |
| 1   | USA        |
| 2   | Schweden   |
| 3   | Finnland   |
| 4   | Russland   |
| 5   | Schweiz    |
| 6   | Tschechien |
| 7   | Kanada     |
| 8   | Slowakei   |
| 9   | Lettland   |
| 10  | Belarus    |

### Titel, Auf- und Abstieg
| Weltmeister USA | Bill Arnold, Chase Balisy, Tyler Biggs, Connor Brickley, Adam Clendening, Jack Campbell, Austin Czarnik, Justin Faulk, Derek Forbort, Rocco Grimaldi, Andy Iles, Stephen Johns, Jon Merrill, Luke Moffatt, Matt Nieto, Bryan Rust, Brandon Saad, Nick Shore, Frankie Simonelli, Jarred Tinordi, Austin Watson, Jason Zucker Trainer: Kurt Kleinendorst |

| Silber Schweden | Johan Alm, Victor Berglind, Jonas Brodin, Fredrik Claesson, Max Friberg, Petter Granberg, Mattias Granlund, Jonas Gunnarsson, Johan Gustafsson, Adam Larsson, Johan Larsson, Daniel Mannberg, Patrik Nemeth, Joachim Nermark, Joakim Nordström, Sebastian Ottosson, Adam Pettersson, Victor Rask, Ludvig Rensfeldt, Henri Snall, Erik Thorell, John Vestin Trainer: Stephan Lundh |

| Bronze Finnland | Sami Aittokallio, Micke-Max Åsten, Joonas Donskoi, Christopher Gibson, Markus Granlund, Mikael Granlund, Jani Hakanpää, Petteri Halinen, Roope Hämäläinen, Miro Hovinen, Jonathan Iilahti, Konsta Mäkinen, Patrik Moisio, Julius Nyqvist, Otto Paajanen, Mika Partanen, Teemu Pulkkinen, Teemu Rautiainen, Simo-Pekka Riikola, Mikael Salmivirta, Miikka Salomäki, Miihkali Teppo, Riku Väkiparta Trainer: Sakari Pietilä |

| Absteiger in die Division I:    | Lettland, Belarus     |
| Aufsteiger in die Top-Division: | Deutschland, Norwegen |

### Auszeichnungen
Spielertrophäen
| Auszeichnung         | Spieler         | Team     |
| -------------------- | --------------- | -------- |
| Wertvollster Spieler | Jack Campbell   | USA      |
| Bester Torhüter      | Jack Campbell   | USA      |
| Bester Verteidiger   | Adam Larsson    | Schweden |
| Bester Stürmer       | Teemu Pulkkinen | Finnland |

All-Star-Team
| Angriff:      | Johan Larsson – Jewgeni Kusnezow – Teemu Pulkkinen |
| Verteidigung: | Adam Clendening – Adam Larsson                     |
| Tor:          | Jack Campbell                                      |

## Division I

### Gruppe A in Herning, Dänemark
Das Turnier der Gruppe A in der Division I fand vom 12. bis zum 18. April 2010 in Herning in Dänemark statt. Die Spiele wurden in der KVIK Hockey Arena ausgetragen, die 4.105 Plätze hat.
| 12. April 2010 13:15 Uhr | Südkorea   | 2:10 (0:3, 0:4, 2:3)                | Norwegen   | KVIK Hockey Arena, Herning Zuschauer: 82    |
| 12. April 2010 16:45 Uhr | Japan      | 7:5 (2:1, 4:3, 1:1)                 | Österreich | KVIK Hockey Arena, Herning Zuschauer: 103   |
| 12. April 2010 20:15 Uhr | Frankreich | 4:7 (0:2, 2:2, 2:3)                 | Dänemark   | KVIK Hockey Arena, Herning Zuschauer: 502   |
| 13. April 2010 13:15 Uhr | Österreich | 3:4 n. P. (2:0, 1:2, 0:1, 0:0, 0:1) | Südkorea   | KVIK Hockey Arena, Herning Zuschauer: 45    |
| 13. April 2010 16:45 Uhr | Norwegen   | 4:5 (1:1, 1:1, 2:3)                 | Frankreich | KVIK Hockey Arena, Herning Zuschauer: 127   |
| 13. April 2010 20:15 Uhr | Dänemark   | 7:1 (2:1, 3:0, 2:0)                 | Japan      | KVIK Hockey Arena, Herning Zuschauer: 763   |
| 15. April 2010 13:15 Uhr | Norwegen   | 8:3 (3:1, 2:0, 3:2)                 | Japan      | KVIK Hockey Arena, Herning Zuschauer: 78    |
| 15. April 2010 16:45 Uhr | Südkorea   | 4:7 (0:3, 4:2, 0:2)                 | Frankreich | KVIK Hockey Arena, Herning Zuschauer: 92    |
| 15. April 2010 20:15 Uhr | Dänemark   | 3:1 (1:0, 2:0, 0:1)                 | Österreich | KVIK Hockey Arena, Herning Zuschauer: 1.412 |
| 16. April 2010 13:15 Uhr | Frankreich | 0:4 (0:1, 0:1, 0:2)                 | Japan      | KVIK Hockey Arena, Herning Zuschauer: 48    |
| 16. April 2010 16:45 Uhr | Österreich | 1:6 (0:3, 1:3, 0:0)                 | Norwegen   | KVIK Hockey Arena, Herning Zuschauer: 127   |
| 16. April 2010 20:15 Uhr | Dänemark   | 13:3 (5:1, 4:1, 4:1)                | Südkorea   | KVIK Hockey Arena, Herning Zuschauer: 926   |
| 18. April 2010 13:15 Uhr | Österreich | 2:5 (1:0, 1:2, 0:3)                 | Frankreich | KVIK Hockey Arena, Herning Zuschauer: 125   |
| 18. April 2010 16:45 Uhr | Japan      | 12:5 (3:2, 5:2, 4:1)                | Südkorea   | KVIK Hockey Arena, Herning Zuschauer: 65    |
| 18. April 2010 20:15 Uhr | Norwegen   | 5:4 (1:1, 0:2, 4:1)                 | Dänemark   | KVIK Hockey Arena, Herning Zuschauer: 2.081 |

| Pl. |            | Sp | S | OTS | OTN | N | Tore  | Punkte |
| 1.  | Norwegen   | 5  | 4 | 0   | 0   | 1 | 33:15 | 12     |
| 2.  | Dänemark   | 5  | 4 | 0   | 0   | 1 | 34:14 | 12     |
| 3.  | Japan      | 5  | 3 | 0   | 0   | 2 | 27:25 | 9      |
| 4.  | Frankreich | 5  | 3 | 0   | 0   | 2 | 21:21 | 9      |
| 5.  | Südkorea   | 5  | 0 | 1   | 0   | 4 | 18:45 | 2      |
| 6.  | Österreich | 5  | 0 | 0   | 1   | 4 | 12:25 | 1      |

Abkürzungen: Pl. = Platz, Sp = Spiele, S = Siege, OTS = Siege nach Verlängerung (Overtime) oder Penaltyschießen, OTN = Niederlagen nach Verlängerung oder Penaltyschießen, N = Niederlagen

Erläuterungen: Aufsteiger in die Top-Division, Absteiger in die Division II

### Gruppe B in Krynica-Zdrój, Polen
Im polnischen Krynica-Zdrój fand vom 11. bis zum 17. April 2010 das Turnier der Gruppe B in der Division I statt. Alle Spiele wurden in der Hala widowiskowo-sportowa w Krynicy-Zdroju ausgetragen, die 3.000 Zuschauern Platz bietet.
Aufgrund des Flugunfalls bei Smolensk, bei dem insgesamt 96 Menschen ums Leben kamen, darunter der polnische Staatspräsident Lech Kaczyński und weitere hochrangige polnische Politiker, beschloss der polnische Eishockeyverband, dass alle Spiele ohne Zuschauer stattfinden.
| 11. April 2010 13:00 Uhr | Litauen        | 2:7 (0:5, 1:2, 1:0)                 | Ungarn         | Hala widowiskowo-sportowa, Krynica-Zdrój Zuschauer: keine |
| 11. April 2010 16:30 Uhr | Großbritannien | 0:9 (0:1, 0:4, 0:4)                 | Deutschland    | Hala widowiskowo-sportowa, Krynica-Zdrój Zuschauer: keine |
| 11. April 2010 20:00 Uhr | Kasachstan     | 0:2 (0:2, 0:0, 0:0)                 | Polen          | Hala widowiskowo-sportowa, Krynica-Zdrój Zuschauer: keine |
| 12. April 2010 13:00 Uhr | Ungarn         | 4:5 n. P. (2:1, 0:1, 2:2, 0:0, 0:1) | Großbritannien | Hala widowiskowo-sportowa, Krynica-Zdrój Zuschauer: keine |
| 12. April 2010 16:30 Uhr | Deutschland    | 11:1 (3:1, 5:0, 3:0)                | Kasachstan     | Hala widowiskowo-sportowa, Krynica-Zdrój Zuschauer: keine |
| 12. April 2010 20:00 Uhr | Polen          | 8:1 (6:1, 0:0, 2:0)                 | Litauen        | Hala widowiskowo-sportowa, Krynica-Zdrój Zuschauer: keine |
| 14. April 2010 13:00 Uhr | Deutschland    | 15:0 (6:0, 5:0, 4:0)                | Litauen        | Hala widowiskowo-sportowa, Krynica-Zdrój Zuschauer: keine |
| 14. April 2010 16:30 Uhr | Großbritannien | 0:1 (0:1, 0:0, 0:0)                 | Kasachstan     | Hala widowiskowo-sportowa, Krynica-Zdrój Zuschauer: keine |
| 14. April 2010 20:00 Uhr | Polen          | 3:5 (1:1, 2:1, 0:3)                 | Ungarn         | Hala widowiskowo-sportowa, Krynica-Zdrój Zuschauer: keine |
| 15. April 2010 13:00 Uhr | Kasachstan     | 6:1 (0:0, 1:0, 5:1)                 | Litauen        | Hala widowiskowo-sportowa, Krynica-Zdrój Zuschauer: keine |
| 15. April 2010 16:30 Uhr | Ungarn         | 1:6 (0:2, 0:2, 1:2)                 | Deutschland    | Hala widowiskowo-sportowa, Krynica-Zdrój Zuschauer: keine |
| 15. April 2010 20:00 Uhr | Polen          | 8:5 (0:1, 2:3, 6:1)                 | Großbritannien | Hala widowiskowo-sportowa, Krynica-Zdrój Zuschauer: keine |
| 17. April 2010 13:00 Uhr | Ungarn         | 2:1 (1:1, 1:0, 0:0)                 | Kasachstan     | Hala widowiskowo-sportowa, Krynica-Zdrój Zuschauer: keine |
| 17. April 2010 16:30 Uhr | Litauen        | 2:3 (1:1, 1:2, 0:0)                 | Großbritannien | Hala widowiskowo-sportowa, Krynica-Zdrój Zuschauer: keine |
| 17. April 2010 20:00 Uhr | Deutschland    | 10:0 (5:0, 3:0, 2:0)                | Polen          | Hala widowiskowo-sportowa, Krynica-Zdrój Zuschauer: keine |

| Pl. |                | Sp | S | OTS | OTN | N | Tore  | Punkte |
| 1.  | Deutschland    | 5  | 5 | 0   | 0   | 0 | 51:02 | 15     |
| 2.  | Ungarn         | 5  | 3 | 0   | 1   | 1 | 19:17 | 10     |
| 3.  | Polen          | 5  | 3 | 0   | 0   | 2 | 21:21 | 9      |
| 4.  | Kasachstan     | 5  | 2 | 0   | 0   | 3 | 09:16 | 6      |
| 5.  | Großbritannien | 5  | 1 | 1   | 0   | 3 | 13:23 | 5      |
| 6.  | Litauen        | 5  | 0 | 0   | 0   | 5 | 05:39 | 0      |

Abkürzungen: Pl. = Platz, Sp = Spiele, S = Siege, OTS = Siege nach Verlängerung (Overtime) oder Penaltyschießen, OTN = Niederlagen nach Verlängerung oder Penaltyschießen, N = Niederlagen

Erläuterungen: Aufsteiger in die Top-Division, Absteiger in die Division II

#### Division-I-Siegermannschaft: Deutschland
| Division-I-Aufsteiger Deutschland | Konrad Abeltshauser, Maik Blankart, Yasin Ehliz, David Elsner, Mirko Höfflin, Bernhard Keil, Sebastian Kinader, Nico Krämmer, Stephan Kronthaler, Tom Kühnhackl, Corey Mapes, Max Meirandres, Thomas Merl, Achim Moosberger, Mathias Niederberger, Marcel Noebels, Nico Oprée, Tobias Rieder, Maximilian Schäffler, Vincent Schlenker, Thomas Supis, Pascal Zerressen Trainer: Jim Setters |

### Auf- und Abstieg
| Absteiger in die Division I:    | Lettland, Belarus     |
| Aufsteiger in die Top-Division: | Deutschland, Norwegen |
| Absteiger in die Division II:   | Litauen, Österreich   |
| Aufsteiger in die Division I:   | Italien, Slowenien    |

## Division II

### Gruppe A in Narva, Estland
Die Gruppe A der Division II wurde vom 13. bis zum 19. März 2010 in Narva in Estland ausgetragen. Die Spiele fanden in der Narva jäähall mit 1.500 Plätzen statt.
| 13. März 2010 13:00 Uhr | Island   | 2:9 (1:2, 0:6, 1:1)                 | Kroatien | Narva jäähall, Narva Zuschauer: 84  |
| 13. März 2010 16:30 Uhr | Rumänien | 0:11 (0:6, 0:3, 0:2)                | Italien  | Narva jäähall, Narva Zuschauer: 132 |
| 13. März 2010 20:00 Uhr | Estland  | 0:3 (0:2, 0:0, 0:1)                 | Serbien  | Narva jäähall, Narva Zuschauer: 691 |
| 14. März 2010 13:00 Uhr | Italien  | 6:0 (1:0, 2:0, 3:0)                 | Kroatien | Narva jäähall, Narva Zuschauer: 108 |
| 14. März 2010 16:30 Uhr | Serbien  | 2:4 (1:0, 1:3, 0:1)                 | Island   | Narva jäähall, Narva Zuschauer: 121 |
| 14. März 2010 20:00 Uhr | Estland  | 4:10 (2:4, 1:4, 1:2)                | Rumänien | Narva jäähall, Narva Zuschauer: 467 |
| 16. März 2010 13:00 Uhr | Italien  | 9:2 (6:0, 1:0, 2:2)                 | Serbien  | Narva jäähall, Narva Zuschauer: 127 |
| 16. März 2010 16:30 Uhr | Rumänien | 3:4 n. P. (0:0, 2:1, 1:2, 0:0, 0:1) | Kroatien | Narva jäähall, Narva Zuschauer: 158 |
| 16. März 2010 20:00 Uhr | Estland  | 10:3 (4:2, 3:1, 3:0)                | Island   | Narva jäähall, Narva Zuschauer: 628 |
| 17. März 2010 13:00 Uhr | Serbien  | 1:2 (0:0, 0:1, 1:1)                 | Rumänien | Narva jäähall, Narva Zuschauer: 118 |
| 17. März 2010 16:30 Uhr | Island   | 0:16 (0:4, 0:7, 0:5)                | Italien  | Narva jäähall, Narva Zuschauer: 109 |
| 17. März 2010 20:00 Uhr | Kroatien | 3:2 n. P. (1:1, 1:1, 0:0, 0:0, 1:0) | Estland  | Narva jäähall, Narva Zuschauer: 712 |
| 19. März 2010 13:00 Uhr | Rumänien | 7:3 (2:1, 2:1, 3:1)                 | Island   | Narva jäähall, Narva Zuschauer: 95  |
| 19. März 2010 16:30 Uhr | Kroatien | 4:3 n. P. (1:0, 1:1, 1:2, 0:0, 1:0) | Serbien  | Narva jäähall, Narva Zuschauer: 147 |
| 19. März 2010 20:00 Uhr | Italien  | 13:1 (6:1, 7:0, 0:0)                | Estland  | Narva jäähall, Narva Zuschauer: 857 |

| Pl. |          | Sp | S | OTS | OTN | N | Tore  | Punkte |
| 1.  | Italien  | 5  | 5 | 0   | 0   | 0 | 55:03 | 15     |
| 2.  | Rumänien | 5  | 3 | 0   | 1   | 1 | 22:23 | 10     |
| 3.  | Kroatien | 5  | 1 | 3   | 0   | 1 | 20:16 | 9      |
| 4.  | Serbien  | 5  | 1 | 0   | 1   | 3 | 11:19 | 4      |
| 5.  | Estland  | 5  | 1 | 0   | 1   | 3 | 17:32 | 4      |
| 6.  | Island   | 5  | 1 | 0   | 0   | 4 | 12:44 | 3      |

Abkürzungen: Pl. = Platz, Sp = Spiele, S = Siege, OTS = Siege nach Verlängerung (Overtime) oder Penaltyschießen, OTN = Niederlagen nach Verlängerung oder Penaltyschießen, N = Niederlagen

Erläuterungen: Aufsteiger in die Division I, Absteiger in die Division III

### Gruppe B in Kiew, Ukraine
Das Turnier der Gruppe B in der Division II fand vom 22. bis zum 28. März 2010 in der Region Kiew in der Ukraine statt. Der Austragungsort aller Spiele war die Arena Terminal in Browary mit ca. 2.000 Plätzen.
| 22. März 2010 13:00 Uhr | Australien  | 1:5 (1:0, 0:1, 0:4)            | Niederlande | Arena Terminal, Browary Zuschauer: 110   |
| 22. März 2010 16:30 Uhr | Slowenien   | 9:2 (2:0, 4:1, 3:1)            | Spanien     | Arena Terminal, Browary Zuschauer: 95    |
| 22. März 2010 20:00 Uhr | Belgien     | 0:8 (0:3, 0:2, 0:3)            | Ukraine     | Arena Terminal, Browary Zuschauer: 624   |
| 23. März 2010 15:00 Uhr | Spanien     | 6:3 (1:1, 3:1, 2:1)            | Australien  | Arena Terminal, Browary Zuschauer: 63    |
| 23. März 2010 18:30 Uhr | Slowenien   | 19:0 (6:0, 7:0, 6:0)           | Belgien     | Arena Terminal, Browary Zuschauer: 81    |
| 24. März 2010 18:30 Uhr | Ukraine     | 7:0 (1:0, 3:0, 3:0)            | Niederlande | Arena Terminal, Browary Zuschauer: 835   |
| 25. März 2010 13:00 Uhr | Slowenien   | 19:0 (9:0, 5:0, 5:0)           | Australien  | Arena Terminal, Browary Zuschauer: 120   |
| 25. März 2010 16:30 Uhr | Belgien     | 2:6 (2:2, 0:3, 0:1)            | Niederlande | Arena Terminal, Browary Zuschauer: 279   |
| 25. März 2010 20:00 Uhr | Ukraine     | 7:1 (2:0, 2:0, 3:1)            | Spanien     | Arena Terminal, Browary Zuschauer: 905   |
| 26. März 2010 18:30 Uhr | Spanien     | 5:1 (1:1, 2:0, 2:0)            | Belgien     | Arena Terminal, Browary Zuschauer: 278   |
| 27. März 2010 15:00 Uhr | Niederlande | 1:14 (0:5, 1:4, 0:5)           | Slowenien   | Arena Terminal, Browary Zuschauer: 136   |
| 27. März 2010 18:30 Uhr | Australien  | 0:3 (0:1, 0:0, 0:2)            | Ukraine     | Arena Terminal, Browary Zuschauer: 658   |
| 28. März 2010 12:00 Uhr | Niederlande | 2:3 n. V. (1:1, 1:1, 0:0, 0:1) | Spanien     | Arena Terminal, Browary Zuschauer: 153   |
| 28. März 2010 15:30 Uhr | Belgien     | 4:3 n. V. (0:1, 1:2, 2:0, 1:0) | Australien  | Arena Terminal, Browary Zuschauer: 211   |
| 28. März 2010 19:00 Uhr | Ukraine     | 1:2 (0:2, 0:0, 1:0)            | Slowenien   | Arena Terminal, Browary Zuschauer: 2.012 |

| Pl. |             | Sp | S | OTS | OTN | N | Tore  | Punkte |
| 1.  | Slowenien   | 5  | 5 | 0   | 0   | 0 | 63:04 | 15     |
| 2.  | Ukraine     | 5  | 4 | 0   | 0   | 1 | 26:03 | 12     |
| 3.  | Spanien     | 5  | 2 | 1   | 0   | 2 | 17:22 | 8      |
| 4.  | Niederlande | 5  | 2 | 0   | 1   | 2 | 14:27 | 7      |
| 5.  | Belgien     | 5  | 0 | 1   | 0   | 4 | 07:41 | 2      |
| 6.  | Australien  | 5  | 0 | 0   | 1   | 4 | 07:37 | 1      |

Abkürzungen: Pl. = Platz, Sp = Spiele, S = Siege, OTS = Siege nach Verlängerung (Overtime) oder Penaltyschießen, OTN = Niederlagen nach Verlängerung oder Penaltyschießen, N = Niederlagen

Erläuterungen: Aufsteiger in die Division I, Absteiger in die Division III

### Auf- und Abstieg
| Absteiger in die Division II:  | Litauen, Österreich             |
| Aufsteiger in die Division I:  | Italien, Slowenien              |
| Absteiger in die Division III: | Australien, Island              |
| Aufsteiger in die Division II: | Volksrepublik China, Neuseeland |

## Division III

### Gruppe A in Erzurum, Türkei
Vom 8. bis 14. März 2010 fand in Erzurum in der Türkei das Turnier der Gruppe A in der Division III statt. Die Spiele wurden im 3.000 Zuschauer fassenden Erzurum Gençlik Hizmetleri ve Spor İl Müdürlüğü ausgetragen.
| 8. März 2010 15:30 Uhr  | Volksrepublik China     | 12:3 (3:1, 3:1, 6:1)           | Bulgarien               | Gençlik Hizmetleri ve Spor İl Müdürlüğü, Erzurum Zuschauer: 200   |
| 8. März 2010 19:00 Uhr  | Türkei                  | 5:3 (1:1, 3:1, 1:1)            | Republik China (Taiwan) | Gençlik Hizmetleri ve Spor İl Müdürlüğü, Erzurum Zuschauer: 1.200 |
| 9. März 2010 15:30 Uhr  | Mongolei                | 1:18 (0:6, 1:7, 0:5)           | Republik China (Taiwan) | Gençlik Hizmetleri ve Spor İl Müdürlüğü, Erzurum Zuschauer: 500   |
| 9. März 2010 19:00 Uhr  | Bulgarien               | 4:5 n. V. (0:1, 2:3, 2:0, 0:1) | Türkei                  | Gençlik Hizmetleri ve Spor İl Müdürlüğü, Erzurum Zuschauer: 850   |
| 10. März 2010 19:00 Uhr | Volksrepublik China     | 27:0 (8:0, 14:0, 5:0)          | Mongolei                | Gençlik Hizmetleri ve Spor İl Müdürlüğü, Erzurum Zuschauer: 550   |
| 11. März 2010 19:00 Uhr | Türkei                  | 19:1 (7:0, 7:1, 5:0)           | Mongolei                | Gençlik Hizmetleri ve Spor İl Müdürlüğü, Erzurum Zuschauer: 1.200 |
| 12. März 2010 15:30 Uhr | Republik China (Taiwan) | 4:9 (2:4, 2:2, 0:3)            | Volksrepublik China     | Gençlik Hizmetleri ve Spor İl Müdürlüğü, Erzurum Zuschauer: 300   |
| 12. März 2010 19:00 Uhr | Bulgarien               | 14:0 (4:0, 4:0, 6:0)           | Mongolei                | Gençlik Hizmetleri ve Spor İl Müdürlüğü, Erzurum Zuschauer: 500   |
| 14. März 2010 13:30 Uhr | Republik China (Taiwan) | 5:3 (1:1, 3:2, 1:0)            | Bulgarien               | Gençlik Hizmetleri ve Spor İl Müdürlüğü, Erzurum Zuschauer: 300   |
| 14. März 2010 17:00 Uhr | Türkei                  | 4:5 (0:0, 2:1, 2:4)            | Volksrepublik China     | Gençlik Hizmetleri ve Spor İl Müdürlüğü, Erzurum Zuschauer: 1.800 |

| Pl. |                         | Sp | S | OTS | OTN | N | Tore  | Punkte |
| 1.  | Volksrepublik China     | 4  | 4 | 0   | 0   | 0 | 53:11 | 12     |
| 2.  | Türkei                  | 4  | 2 | 1   | 0   | 1 | 33:12 | 8      |
| 3.  | Republik China (Taiwan) | 4  | 2 | 0   | 0   | 2 | 30:18 | 6      |
| 4.  | Bulgarien               | 4  | 1 | 0   | 1   | 2 | 24:22 | 4      |
| 5.  | Mongolei                | 4  | 0 | 0   | 0   | 4 | 02:78 | 0      |

Abkürzungen: Pl. = Platz, Sp = Spiele, S = Siege, OTS = Siege nach Verlängerung (Overtime) oder Penaltyschießen, OTN = Niederlagen nach Verlängerung oder Penaltyschießen, N = Niederlagen

Erläuterungen: Aufsteiger in die Division II

### Gruppe B in Monterrey, Mexiko
In der mexikanischen Stadt Monterrey wurde vom 14. bis zum 20. März 2010 das Turnier der Gruppe B in der Division III ausgetragen. Alle Spiele fanden im Ice Complex statt, der Platz für 1.500 Zuschauer bietet.
| 14. März 2010 16:00 Uhr | Neuseeland | 9:8 (5:2, 0:3, 4:3)                 | Israel     | Ice Complex, Monterrey Zuschauer: 125 |
| 14. März 2010 19:30 Uhr | Irland     | 2:4 (1:3, 1:1, 0:0)                 | Mexiko     | Ice Complex, Monterrey Zuschauer: 450 |
| 15. März 2010 16:00 Uhr | Neuseeland | 7:2 (2:0, 1:2, 4:0)                 | Irland     | Ice Complex, Monterrey Zuschauer: 150 |
| 15. März 2010 19:30 Uhr | Mexiko     | 4:2 (1:0, 2:0, 1:2)                 | Südafrika  | Ice Complex, Monterrey Zuschauer: 350 |
| 17. März 2010 16:00 Uhr | Irland     | 2:7 (1:1, 0:3, 1:3)                 | Südafrika  | Ice Complex, Monterrey Zuschauer: 100 |
| 17. März 2010 19:30 Uhr | Israel     | 2:3 (0:3, 0:0, 2:0)                 | Mexiko     | Ice Complex, Monterrey Zuschauer: 400 |
| 19. März 2010 16:00 Uhr | Israel     | 8:0 (1:0, 4:0, 3:0)                 | Irland     | Ice Complex, Monterrey Zuschauer: 100 |
| 19. März 2010 19:30 Uhr | Südafrika  | 2:5 (1:0, 1:4, 0:1)                 | Neuseeland | Ice Complex, Monterrey Zuschauer: 150 |
| 20. März 2010 16:00 Uhr | Südafrika  | 4:3 n. P. (2:1, 1:0, 0:2, 0:0, 1:0) | Israel     | Ice Complex, Monterrey Zuschauer: 150 |
| 20. März 2010 19:30 Uhr | Mexiko     | 4:5 (3:0, 1:2, 0:3)                 | Neuseeland | Ice Complex, Monterrey Zuschauer: 500 |

| Pl. |            | Sp | S | OTS | OTN | N | Tore  | Punkte |
| 1.  | Neuseeland | 4  | 4 | 0   | 0   | 0 | 26:16 | 12     |
| 2.  | Mexiko     | 4  | 3 | 0   | 0   | 1 | 15:11 | 9      |
| 3.  | Südafrika  | 4  | 1 | 1   | 0   | 2 | 15:14 | 5      |
| 4.  | Israel     | 4  | 1 | 0   | 1   | 2 | 21:16 | 4      |
| 5.  | Irland     | 4  | 0 | 0   | 0   | 4 | 06:26 | 0      |

Abkürzungen: Pl. = Platz, Sp = Spiele, S = Siege, OTS = Siege nach Verlängerung (Overtime) oder Penaltyschießen, OTN = Niederlagen nach Verlängerung oder Penaltyschießen, N = Niederlagen

Erläuterungen: Aufsteiger in die Division II

### Auf- und Abstieg
| Absteiger in die Division III: | Australien, Island              |
| Aufsteiger in die Division II: | Volksrepublik China, Neuseeland |